# Betta lehi
Бійцівська рибка Леха (Betta lehi) — тропічний прісноводний вид риб з родини осфронемових (Osphronemidae), підродина макроподових (Macropodusinae). Був описаний 2005 року й отримав назву на честь Чарльза Леха (англ. Charles M. U. Leh), куратора із зоології музею Сараваку (англ. Sarawak Museum), на знак подяки за його люб'язну допомогу.
Входить до складу групи видів B. pugnax, яка включає: B. pugnax, B. fusca, B. schalleri, B. enisae, B. pulchra, B. breviobesa, B. stigmosa, B. lehi.

## Опис
Максимальний відомий розмір 60,8 мм стандартної (без хвостового плавця) довжини. Тіло коротке, голова довга й гостра. Загальна довжина становить 136,2-152,7 %, предорсальна (до початку спинного плавця) довжина 62,6-67,5 %, преанальна (до початку анального плавця) довжина 47,4-52,5 %, довжина голови 33,4-36,8 %, висота тіла на рівні початку спинного плавця 27,3-32,5 % стандартної довжини.
Хвостовий плавець ланцетоподібний; спинний та анальний загострені на кінцях, кінчик спинного може сягати середини хвостового плавця, а кінчик анального — кінця хвостового; черевні плавці нитчасті. У спинному плавці 1 твердий і 8-10 м'яких (всього 9-10) променів, в анальному 2 твердих і 23-27 м'яких (всього 25-29), у хвостовому плавці 15 променів, у черевних по 1 твердому та 5 м'яких променів, в грудних по 12 променів. Довжина черевних плавців становить 34,8-50,6 %, довжина основи анального плавця 48,1-54,2 %, довжина основи спинного плавця 12,3-15,6 % стандартної довжини.
Хребців 28-30; 28-30 лусок у бічній лінії.
Основне забарвлення варіює від бежевого до світло-сірого. Зяброві кришки виблискують зеленим кольором. Слабкий лиск присутній також на тілі. Верхня половина очей виблискує жовтим. Анальний плавець має блискучий блакитний край. Схожий край має хвостовий плавець, але лиск тут слабший, міжпроменеві мембрани хвостового плавця блакитні. Кінчики черевних плавців білі.
Самці більші за самок, мають ширшу голову, сильніше подовжені плавці й більше лиску в забарвленні.
У самок та молодих риб на зябрових кришках присутні дві чорні цятки.

## Поширення
Бійцівська рибка Леха поширена на північному заході острова Калімантан. Обмежується територією на південний захід від Кучинга в малайзійському штаті Саравак та нижньою частиною басейну річки Капуас в індонезійській провінції Західний Калімантан. Орієнтовна площа районів поширення виду становить 930 км².
Зустрічається в торфових болотних лісах з кислою водою. Водиться серед густої прибережної рослинності на ділянках з повільною течією. Тенденції чисельності популяції виду невідомі.

## Розмноження
Як і всі представники групи B. pugnax, бійцівська рибка Леха інкубує ікру в роті. Виношуванням потомства займається самець.

## Відео
- Betta lehi "Barat" на YouTube by Daniel
- Betta lehi spawning на YouTube by victoriancichlidscom